# مارسيلو رودريغيز
مارسيلو رودريغيز (بالإسبانية: Marcelo Rodríguez)‏ (19 سبتمبر 1987 مونتفيدو الأوروغواي - ) هو لاعب كرة قدم أوروغواني، يلعب كمدافع، لعب 89 مباراة وسجل هدف.

## مسيرته

### مسيرته مع الأندية
- 2009 - 2013 لعب مع سنترال إسبانيول 75 مباراة سجل خلالها هدف.
- 2013 - 2014 لعب مع جوفينتود 14 مباراة.

## روابط خارجية
- مارسيلو رودريغيز على موقع قاعدة بيانات كرة القدم.إي يو (الإنجليزية)
- مارسيلو رودريغيز على موقع Soccerway.com (الإنجليزية)